# Eficiencia volumétrica

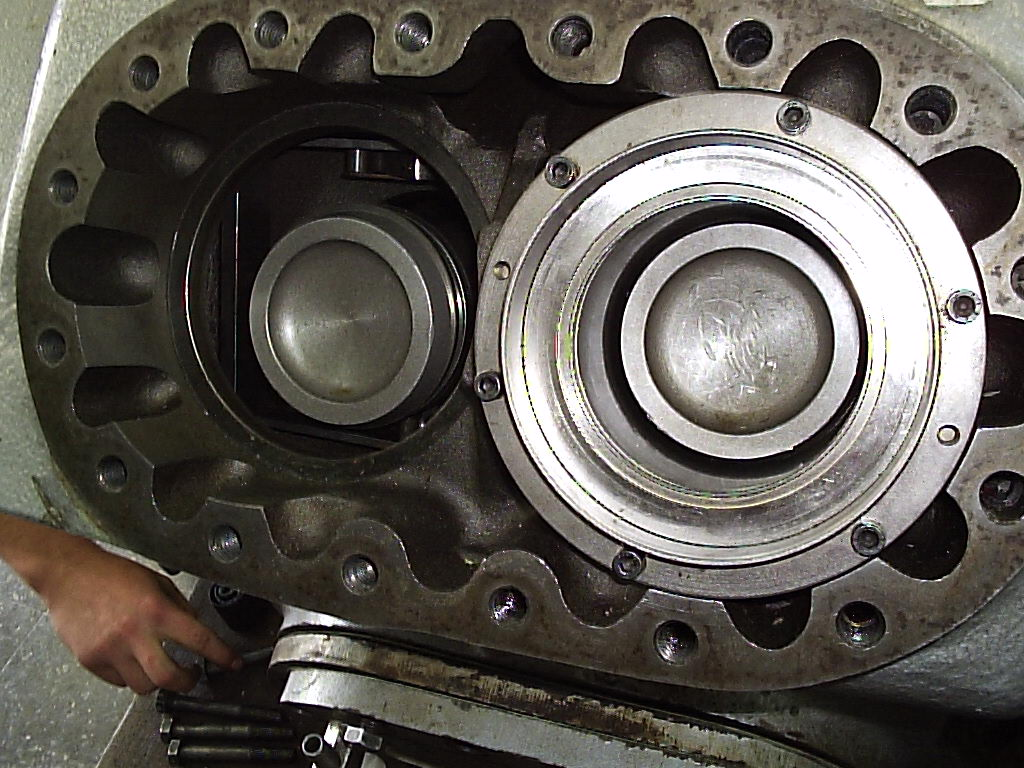
Pistones de compresor para amoníaco en operaciones de mantenimiento.

En los gases succionados por un compresor, el volumen real del vapor succionado por unidad de tiempo proveniente de la tubería de succión es el desplazamiento real del compresor. La relación desplazamiento real del compresor (Va) al desplazamiento del pistón (Vp) es conocido como eficiencia volumétrica total o real del compresor. Entonces:
{\displaystyle E_{v}={\frac {V_{a}}{V_{p}}}*100}
Donde
{\displaystyle E_{v}} = Eficiencia volumétrica total

{\displaystyle V_{a}} = Volumen admitido al compresor

{\displaystyle V_{p}} = Volumen desplazado por el pistón

## Factores que modifican la eficiencia volumétrica total
Los factores que tienden a limitar el volumen de vapor succionado por carrera de trabajo, con lo cual se determina la eficiencia volumétrica del compresor, son los siguientes:
- El claro del compresor, también conocido como espacio muerto,
- Estrangulamiento,
- Elevadas relaciones de compresión,
- Calentamiento en el cilindro,
- Fugas por el pistón y válvulas.